# برد دلسون
بردفورد فیلیپ دلسون (به انگلیسی: Bradford Phillip Delson) (۱ دسامبر ۱۹۷۷) گیتاریست آمریکایی و یکی از اعضای اصلی و بنیادگذاران گروه لینکین پارک است.

## اوایل زندگی
نام براد را از کلمه "براد فورد" وام گرفته‌اند. پسر یک خانواده یهودی که در اول دسامبر ۱۹۷۷ در آگورای کالیفرنیا متولد شد. «سال‌های رشد من با موسیقی آمیخته است، آن زمان تنها چیزی که می‌توانست برایم لذت‌بخش باشد قطعات موسیقی بود که از رادیو می‌شنیدم همیشه از خانه ما صدای موسیقی بلند بود» اینها را براد می‌گوید، عضو اصلی گروه که حالا در لوس آنجلس سکونت دارد.
براد اولین گیتار خود را به عنوان هدیه تولد زمانی دریافت کرد که در کلاس ششم تحصیل می‌کرد. اگرچه بعدها به ترومپت علاقه‌مند شد. «خب، صدای ترومپت را دوست داشتم اما مانور دادن روی آن مثل گیتار نیست و به نظرم شما جای کار چندانی ندارید!» براد با همین فرضیه بعدها همان گیتار را دنبال کرد و در جستجوی همین عشق بود که تحصیلات خود را نیمه‌کاره رها کرد.
دوران، دوران یک پدیده بود، گروهی سه نفره با صدایی جادویی که توانست براد را چنان تحت تأثیر قرار دهد که همیشه در آروزی تشکیل یک گروه موسیقی باشد، اولین تأثیرات این تصمیم در دبیرستان نمود پیدا کرد. زمانی که به عشق گروه‌های ترش متالی چون متالیکا، گانز ان رزز و دیگر گروه‌های موبلند، او هم موهای خود را بلند کرد. اما همیشه با مشکل روبرو بود، در حقیقت موهای بدفرم او را هیچ سشواری نمی‌توانست صاف نگه دارد حتی از مواد شیمیایی هم کاری بر نمی‌آمد، رنگ کردن موها گام بعدی او بود طوری که هر روز دوستان و مسئولین در مدرسه او را با ظاهری جدید و عجیب مشاهده می‌کردند و این روند تا جایی ادامه پیدا کرد که نام وی به عنوان غیرعادی‌ترین و عجیب‌ترین و غریب‌ترین شاگرد مدرسه وارد کتاب سال شد.
دوران نوجوانی براد هم با عشق به گیتار و قهرمانان محبوبش در این عرصه همچون "دیو متیوس"، "استف" از گروه دفتونز و "سونی د ر ئال استایت" گذشت. وی بلافاصله وارد دانشگاه یو.سی.ال.ای شد و در رشته ارتباطات شروع به تحصیل کرد. فارغ‌التحصیلی وی مصادف بود با قبول شدن گرایش وی در مدرسه حقوق که البته آن را به عشق کار حرفه‌ای در یک گروه موسیقی دنبال نکرد و از آن پس درس و تحصیل جایش را به موسیقی داد.
«از اینکه نتوانستم درس خود را ادامه بدهم اصلاً ناراحت نیستم چون حالا به جایش به عنوان نوازنده‌ای در گروهی موفق مشغول به کارم و با اینکه می‌دانم عقیده‌ام کاملاً خودخواهانه و خودپسندانه است اما باید بگویم من واقعاً برادر بزرگه بد هستم!»
این لقب را سایر اعضای گروه به او دادند، حتی امروز هوادارنش هم نام مستعار او را به صورت خلاصه بی.بی.بی صدا می‌زنند. چیز جالبی که درباره براد وجود دارد این مسئله است که او در کالج با شخصی به نام فینیکس هم اتاقی بود، پسر عشق گیتاری که آن روزها تنها یک دوست عزیز بود و حالا یاری جدانشدنی. چون او هم از اعضای ثابت گروه به شمار می‌رود اما براد و فینیکس هیچ‌گاه با هم درباره تشکیل یک گروه کوچک موسیقی صحبتی نکردند و تا حدودی راهشان از هم جدا شد، فینیکس تحصیل را ادامه داد اما براد به گروه پریکز پیوست و با این حساب سال ۱۹۹۴ سال آغاز فعالیت‌های جدی وی شد.
پریکز آنقدر کوچک و خارج از استاندارد بود که اصلاً نتوانست خودی نشان دهد چه رسد به آن که برگ برنده‌ای برای برد باشد. بنابراین به دنبال جریان تازه‌ای در این مسیر می‌گشت تا به هدف اصلی‌اش نزدیک‌تر می‌شود. احتمالاً آشنایی او با راب بوردون گام اول این مسیر سرشار از کامیابی و موفقیت بود، دیگر عضو امروز لینکین پارک که آن روزگار تنها یک درامر گمنام بود که عشقش تلفیق سبک‌ها و شیوه‌های نوازندگی با هم بود. این دو نفر با هم پایه گروه Relative Degree را گذاشتند، گروهی که در حقیقت اجتماعی از راک، رپ و فانک بود و همان چیزی بود که هم خوشایند راب بود و هم خوشایند برد. اما با وجود همه تلاش‌های این دو و تمام تمرینات و حتی سعی‌شان در برگزاری چند اجرای زندهٔ کوچک این گروه به سرانجامی نرسید و گروه از هم پاشید.
رؤیای براد داشت به انتهای خود می‌رسید و همه چیز حاکی از آن بود که می‌بایست صحنه را خالی کند و به دنبال کار دیگری بگردد. در سال ۱۹۹۵، دلسون و شینودا گروهی را با نام زیرو (Xero) تأسیس کردند که نقطه شروعی برای لینکین پارک بود.

## لینکین پارک
در سال ۱۹۹۹، دلسون باند را گسترش داد، چستر بنینگتون جایگزین مارک ویکفیلد (Mark Wakefield) شد و بلافاصله نام گروه به هایبرید تئوری تغییر یافت. در سال ۲۰۰۰ تغییر نام دیگری در گروه اعمال شد و نام برای همیشه به لینکین پارک تغییر کرد. لینکین پارک در ۲۴ اکتبر ۲۰۰۰، توانست با آلبوم هایبرید تئوری موفقیت بسیار زیادی را به دست آورد.

## پروژه‌های دیگر
- ۲۰۰۲- تاکنون: هنرمند "نگارشات مشین شاپ".
- ۲۰۰۶: تهیه‌کننده "کجا خواهی رفت" آهنگی بسیار موفق از فورت ماینر
- ۲۰۰۸: کمک در تهیه و تولید آهنگ "We Made It" از باستا رایمز

## زندگی شخصی

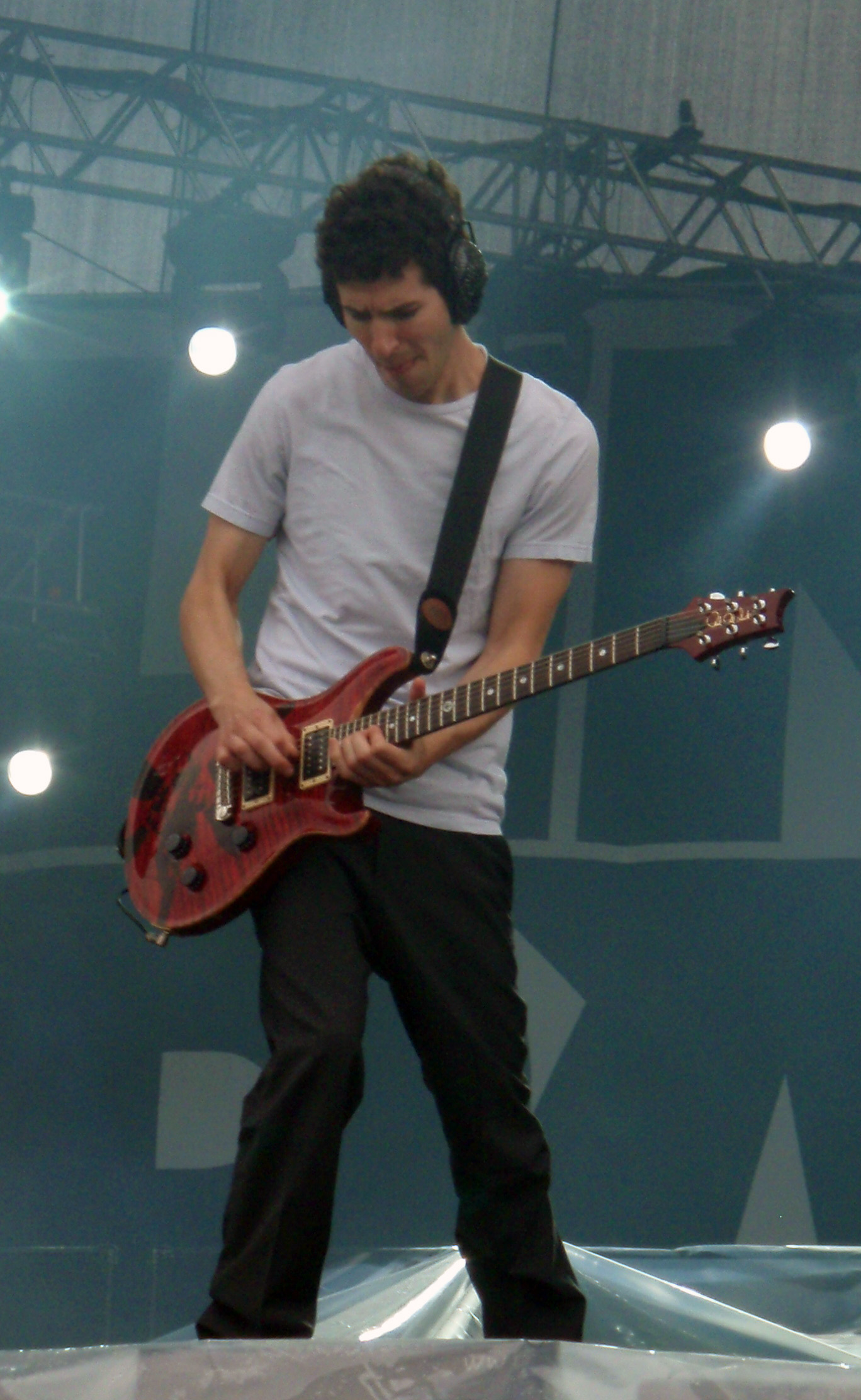
برد دلسون از لینکین پارک در حال اجرا در جشنواره در فنلاند.

در سپتامبر ۲۰۰۳ با Elisa Boren ازدواج کرد. آنها صاحب سه فرزند به نام‌های تایلر (متولد ۲۰۰۸) ، نوآ (متولد ۲۰۱۰) و ایون (متولد ۲۰۱۲) هستند. برد دو برادر کوچکتر از خود به نام های "گِرگ" و "جف" دارد. او همراه با پدر خود دان دلسون بسیاری از جنبه‌های کسب و کار لینکین پارک و دیگران را کنترل می‌کند.
در سال ۲۰۰۴ برد و همسرش صندوق کمک هزینهٔ تحصیلی را با نام خودشان در دانشگاه UCLA تأسیس کردند.
از سال ۲۰۰۵ برد از اعضای افتخاری سازمان غیر انتفاعی Little Kids Rock است که آلات موسیقی رایگان و آموزش به کودکان در مدارس عمومی محروم در سراسر ایالات متحده فراهم می‌کند.